# Haruka Ayase
Ayase Haruka (綾瀬はるか, Haruka Ayase), de son vrai nom Tadameru Aya (蓼丸綾, Aya Tadameru), née le 24 mars 1985 à Hiroshima, est une actrice japonaise qui apparaît dans un grand nombre de dramas (séries télévisées) et films japonais depuis les années 2000. Elle est également chanteuse avec quatre singles sortis depuis 2006.

## Biographie
Ayase Haruka a commencé sa carrière en 2000 après avoir gagné un concours organisé par l'agence Horipro. Après la signature d'un contrat avec cette agence, elle commença à apparaître dans des séries à la télévision japonaise. En 2004, elle s'illustra dans le rôle d'Aki dans le drama Crying Out Love in the Center of the World. Plus récemment, elle s'est notamment fait connaître par son rôle dans la série Hotaru (en deux saisons), pour laquelle elle remporta en 2007 et 2010 de nombreux prix, qui s'est clôturée avec un film diffusé le 9 juin 2012.

## Filmographie

### Séries télévisées (dramas)
- Yae no sakura (NHK, 2013)
- Jin (saison 2), dans le rôle de Tachibana Saki (TBS, 2011)
- Hotaru, dans le rôle de Amemiya Hotaru (NTV, 2010)
- Jin, dans le rôle de Tachibana Saki (TBS, 2009)
- MR. BRAIN, dans le rôle de Yuri Kazune (TBS, 2009)
- Kurobe no Taiyo, dans le rôle de Takiyama Sachie (Fuji TV, 2009)
- Hontou ni Atta Kowai Hanashi Urami no Daisho (Fuji TV, 2009)
- ROOKIES, dans le rôle de Mikoshiba Kyoko (TBS, 2008, épisode 1)
- Shikaotoko Aoniyoshi, dans le rôle de Fujiwara Michiko (Fuji TV, 2008)
- Hotaru, dans le rôle de Amemiya Hotaru (NTV, 2007)
- Tatta Hitotsu no Koi, dans le rôle de Tsukioka Nao (NTV, 2006)
- Hero SP, dans le rôle de Izumitani Ririko (Fuji TV, 2006)
- Byakuyakou, dans le rôle de Karasawa Yukiho (TBS, 2006)
- Satomi Hakkenden, dans le rôle de Hamaji (TBS, 2006)
- Akai Unmei, dans le rôle de Shimazaki Naoko (TBS, 2005)
- Aikurushii, dans le rôle de Mashiba Michiru (TBS, 2005)
- Crying Out Love in the Center of the World , dans le rôle de Hirose Aki (TBS, 2004)
- Kyokugen Suiri Coliseum, dans le rôle de Shinozaki Ami (YTV, 2004)
- Honto ni Atta Kowai Hanashi Odanhodo Kitan, dans le rôle de Nakamura Chisato (Fuji TV, 2004, épisode 6)
- Fuyuzora ni Tsuki wa Kagayaku, dans le rôle de Imamiya Hanako (Fuji TV, 2004)
- Sore wa, Totsuzen, Arashi no you ni..., dans le rôle de Makino Saho (TBS, 2004)
- Taikoki, dans le rôle de Shino (Fuji TV, 2003)
- Koufuku no Ouji, dans le rôle de Mitsuishi Mayu (NTV, 2003)
- Otoko yu, dans le rôle de Matsuura Mina (Fuji TV, 2003)
- Blackjack ni Yoroshiku, dans le rôle de Nurse Risako (TBS, 2003, épisodes 1 et 2)
- Honto ni Atta Kowai Hanashi, dans le rôle de Onose Misaki (Fuji TV, 2003)
- Boku no Ikiru Michi, dans le rôle de Sugita Megumi (Fuji TV, 2003)
- Kaze no Bon kara, dans le rôle de Sugimura Aki (NHK 2002)
- Cosmo Angel, dans le rôle de Haruka (Tokai TV, 2001)
- Les Enquêtes de Kindaichi 2 SP, dans le rôle de Ninomiya Tomoko (NTV, 2001)

### Au cinéma
- 2002 : Jam Films Justice
- 2004 : Amemasu no Kawa
- 2005 : Jam Films S New Horizon
- 2005 : Sengoku Jietai 1549
- 2006 : Taberuki Shinai
- 2007 : Hero
- 2008 : Boku no Kanojo wa Cyborg
- 2008 : The Magic Hour (ザ・マジックアワー, Za majikku awā?) de Kōki Mitani
- 2008 : Ichi, la femme samouraï (Ichi) de Fumihiko Sori : Ichi
- 2008 : Happy Flight
- 2009 : Oppai Valley
- 2009 : ROOKIES－Sotsugyo－
- 2009 : Hottarake no Shima Haruka to Maho no Kagami
- 2010 : TV Show
- 2011 : Princess Toyotomi
- 2013 : Real
- 2015 : Notre petite sœur (海街diary, Umimachi daiarī?) de Hirokazu Kore-eda : Sachi
- 2017 : Honnōji Hotel (本能寺ホテル, Honnō-ji hoteru?) de Masayuki Suzuki : Mayuko Kuramoto
- 2018 : Tonight, at the Movies : Miyuki

### Doublage
- 2005 : Les Indestructibles : voix japonaise de Violette
- 2018 : Les Indestructibles 2 : voix japonaise de Violette.

## Discographie
| Année | Titre                      | Oricon | Album | Ventes |
| ----- | -------------------------- | ------ | ----- | ------ |
| 2010  | マーガレット (Māgaretto)   | ?      |       | ?      |
| 2007  | 飛行機雲 (Hikōkigumo)      | 23     |       | 10 352 |
| 2006  | 交差点 days (Kōsaten Days) | 8      |       | 18 688 |
| 2006  | ピリオド (Period)          | 8      |       | 28 224 |

## Récompenses
- 66e Television Drama Academy Awards (2010) : Meilleure actrice pour son rôle dans Hotaru (saison 2).
- 14e Nikkan Sports Drama Grand Prix (été 2010) : Meilleure actrice pour son rôle dans Hotaru (saison 2).
- 63e Television Drama Academy Awards : Meilleur second rôle féminin pour son rôle dans Jin.
- 11e Nikkan Sports Drama Grand Prix (janvier-mars 2008) : Meilleur second rôle féminin pour son rôle dans Shikaotoko Aoniyoshi.
- 11e Nikkan Sports Drama Grand Prix (juillet-septembre 2007) : Meilleure actrice pour son rôle dans Hotaru.
- 48e Television Drama Academy Awards (2006) : Meilleur second rôle féminin pour son rôle dans Byakuyakou.
- 42e Television Drama Academy Awards (2004) : Meilleur second rôle féminin pour son rôle dans Crying Out Love in the Center of the World.
- 8e Nikkan Sports Drama Grand Prix : Meilleur second rôle féminin (2e au classement) pour son rôle dans Sekai no Chuushin de, Ai wo Sakebu.
- 25e Horipro Talent Scout Contest : Personality Campaign : gagnante du Grand Prix (2000).